# Ascent
Ascent, dříve známý jako Antrix, je open source, multiplatformní, objektově orientovaný serverový projekt podporující síťový protokol hry World of Warcraft. Je šířený pod licencí AGPL a SVN repozitář je hostován na mmoforge.org.
Ascent je napsán C++ a může být provozován pod dvěma různými databázovými prostředími, MySQL a PostgreSQL.

## Historie
Obdobně jako MaNGOS je založen na zdrojových kódech emulátoru WoWD 0.9.0 který byl napsán v C++.
Zpočátku byl vyvíjen pouze pro potřeby Burlexova privátního serveru, ale časem zdrojové kódy unikly na veřejnost a byly následně šířeny pod názvem Antrix. Později byl vývojový tým zreformován, projekt přejmenován na Ascent a zdrojové kódy se začaly šířit pod GPL, přičemž v současnosti jsou k dispozici pod Affero General Public License

## Antrix vs MaNGOS
Ve své době byl Antrix považován za největšího konkurenta "tradičního" MaNGOSu.
Výhody oproti Mangosu
- Hlavní výhoda Ascentu je jeho stabilita
- Malá spotřeba paměti
- Rychlý vývoj (zejména v začátcích)

Nevýhody oproti MaNGOSu
- Méně kvalitní databáze
- Menší vývojářská základna
- Větší a závažnější bugy

Mnoho serverů přešlo z MaNGOSu na Ascent právě díky jeho neuvěřitelné stabilitě (např. na stejném serveru MaNGOS udržel 300 lidí, zatímco Ascent 1000). Zároveň se ovšem servery potýkaly s takovými nedokonalostmi emulátoru jako: nefunkční dungeony, nefunkční questy apod.

## Oficiální stránky
- Oficiální fórum Ascentu
- SVN Ascentu[nedostupný zdroj]